# Arturo Pareja-Obregón de los Reyes
Arturo Pareja-Obregón de los Reyes (Sevilla, 9 de julio de 1964) es un cantautor, pianista, compositor e intérprete español.

## Trayectoria artística
Arturo es hijo de Manuel Pareja Obregón y Carmen de los Reyes y bisnieto de Doña Celsa Fonfredey el torero Manuel García Cuesta, El Espartero. Con 6 años comenzó a tocar el piano. Fue estudiante de conservatorio y admirador desde joven de Rubinstein, Chopin y del jazz, aunque su mayor maestro fue su admirado padre. Arturo compuso su primera canción a los 14 años («Recuerdos de mi niñez») y muy pronto empezó a tocar el piano en diversos locales de su ciudad natal.
Algunas de sus canciones más reconocidas han sido «Sevilla», «Cantinero de Cuba» (compuesta por su padre hacia el año 1964), «De tripas corazón», «Triana» o «Veneno en tu piel». Algunos artistas de música ligera que han cantado sus temas son Alejandro Sanz, Rocío Jurado, Pasión Vega, Sergio y Estíbaliz, Nuria Fergó, Manu Tenorio y Lolita.
Participó en el disco Amor humor de Nacho Cano cantando tres canciones: «Los móviles», «La montaña» y «La historia de Bill Clinton contada para niños», también participó en la presentación del nuevo musical de Nacho Cano en el Teatro del Canal de Isabel II como actor principal.
Gran aficionado a la pintura, realizó su primera exposición el 11 de febrero de 2010 en Sevilla.

## Discografía[5]
- Sevilla (1985)
- Lejos del mar (1989)
- Si vienes al sur (1999)
- Arturo Pareja Obregón (1999)
- De buen gusto (2005)
- Íntimo (2008)
- Como tú me enseñaste: Homenaje a Manuel Pareja Obregón (En directo) (2018)
- Treinta esencia. 30 aniversario (2018)